# Boucles de l'Aulne 2018
La Boucles de l'Aulne 2018, settantanovesima edizione della corsa e valevole come evento dell'UCI Europe Tour 2018 categoria 1.1, si svolse il 27 maggio 2018 su un percorso di 179,5 km, con partenza e arrivo a Châteaulin, in Francia. La vittoria fu appannaggio del francese Kévin Le Cunff, il quale completò il percorso in 4h24'12", alla media di 40,765 km/h, precedendo i connazionali Arthur Vichot e Guillaume Martin. 
Sul traguardo di Châteaulin 76 ciclisti, su 109 partenti, portarono a termine la competizione.

## Squadre e corridori partecipanti
| N.    | Cod. | Squadra                      |
| ----- | ---- | ---------------------------- |
| 1-7   | GFC  | Groupama-FDJ                 |
| 11-17 | ALM  | AG2R La Mondiale             |
| 21-27 | WGG  | Wanty-Groupe Gobert          |
| 31-37 | TDE  | Direct Énergie               |
| 41-47 | COF  | Cofidis, Solutions Crédits   |
| 51-57 | FST  | Team Fortuneo-Samsic         |
| 61-67 | VCC  | Vital Concept Cycling Club   |
| 71-77 | DMP  | Delko Marseille Provence KTM |

| N.      | Cod. | Squadra                       |
| ------- | ---- | ----------------------------- |
| 81-87   | EUS  | Euskadi Basque Country-Murias |
| 91-97   | CJR  | Caja Rural-Seguros RGA        |
| 101-107 | GAZ  | Gazprom-RusVelo               |
| 111-117 | AUB  | St Michel-Auber 93            |
| 121-127 | RLM  | Roubaix Lille Métropole       |
| 131-137 | FRA  | Francia                       |
| 141-147 | CCD  | Team Differdange Losch        |
| 151-156 | AZT  | d'Amico Utensilnord           |

## Ordine d'arrivo (Top 10)
| Pos. | Corridore         | Squadra  | Tempo    |
| ---- | ----------------- | -------- | -------- |
| 1    | Kévin Le Cunff    | Auber 93 | 4h24'12" |
| 2    | Arthur Vichot     | Groupama | a 2"     |
| 3    | Guillaume Martin  | Wanty    | a 4"     |
| 4    | Julien Antomarchi | Roubaix  | s.t.     |
| 5    | Xandro Meurisse   | Wanty    | s.t.     |
| 6    | Andrea Pasqualon  | Wanty    | s.t.     |
| 7    | Romain Hardy      | Fortuneo | s.t.     |
| 8    | Jesús Herrada     | Cofidis  | s.t.     |
| 9    | Thomas Degand     | Wanty    | a 8"     |
| 10   | Sergej Firsanov   | Gazprom  | s.t.     |